# Kasspringspin
De kasspringspin (Hasarius adansoni) is een spinnensoort uit de familie springspinnen (Salticidae). De soort komt wereldwijd voor, inclusief België en Nederland. Het voorkomen buiten de wat warmere klimaten is voornamelijk in kassen e.d. De kasspringspin is de typesoort van het geslacht Hasarius.